# Амиралиев, Махмуд Гусейнович
Махмуд Гусейнович Амиралиев (кум.  Магьмут Гусейны уланы; род. 25 января 1976, Махачкала, Дагестанская АССР) — российский политик и государственный деятель, глава Карабудахкентского района Республики Дагестан.

## Биография
Махмуд Амиралиев родился 25 января 1976 года в городе Махачкале ДАССР. Род Амиралиевых берет свое начало в селе Доргели Карабудахкентского района Республики Дагестан. По национальности — кумык.
Высшее образование получил в Дагестанском государственном техническом университете. После получения диплома поступил в аспирантуру. С 2001 по 2004 годы был ассистентом кафедры «Государственное управление и региональная экономика» ДГТУ, после чего — старшим преподавателем кафедры «Экономическая теория» ДГТУ. С декабря 2004 года до марта 2006 года — доцент и заведующий кафедрой «Мировая экономика и экономическая теория» ДГТУ. С марта 2006 года стал исполняющим обязанности декана, а затем деканом факультета «Финансы и аудит» ДГТУ. С сентября 2008 года до декабря 2009 — доцент кафедры «Мировая экономика и экономическая теория» ДГТУ.
В декабре 2009 года возглавил государственное казенное предприятие Республики Дагестан «Спецгазстройсервис», которое в том числе занималось газификацией районов республики и управлением объектами газораспределения, числящимися в реестре государственного имущества. С ноября 2014 года до июня 2015 года работал в должности главы Советского района города Махачкалы.
3 июня 2015 года представлен в качестве исполняющего обязанности главы муниципального района «Карабудахкентский район» Республики Дагестан. 30 июня 2015 года единогласным решением депутатов районного собрания избран главой Карабудахкенсткого района.
31 марта 2020 года единогласным решением депутатов районного собрания переизбран главой Карабудахкенсткого района..
В июне 2025 года подписал контракт с Министерством обороны России и находился в Запорожской области, однако в начале июля 2025 года был задержан по подозрению в мошенничестве в особо крупном размере, он был арестован до 2 сентября 2025 года.

## Семья
Женат, воспитывает шестерых детей.